# Lepisiota egregia
Lepisiota egregia är en myrart som först beskrevs av Auguste-Henri Forel 1913.  Lepisiota egregia ingår i släktet Lepisiota och familjen myror.

## Underarter
Arten delas in i följande underarter:
- L. e. egregia
- L. e. santschii